# Teoc
Teoc è una frazione (unincorporated community) della Contea di Carroll (Mississippi), negli Stati Uniti, .
Conosciuta essenzialmente come luogo di nascita del cantante e chitarrista blues Mississippi John Hurt, è situata a circa sette miglia a nord-est di Greenwood, all'incrocio fra la Teoc Road e la parte settentrionale del Teoc Creek.
Un tempo piccolo ma fiorente centro agricolo, è ora poco abitata: nel 1982 lo U.S. Geological Survey map, vi registrava l'esistenza di due sole case ed una fattoria.

## Storia
William Alexander McCain, un lontano bisnonno del senatore dell'Arizona John McCain, possedeva a Teoc nel 1851 una piantagione nella quale lavorano cinquantadue schiavi. Morì nel 1863 combattendo per gli Stati Confederati d'America durante la guerra di secessione.
Bill McCain, discendente dalla stessa famiglia e cugino del senatore McCain, ancora controlla 1.500 dei 2.000 acri che costituivano originariamente la piantagione.
Dal 2003, discendenti bianchi e neri della comunità di Teoc tengono riuniti organizzate dai discendenti delle piantagioni di schiavi della zona, Isom e Lettie e Henderson McCain. Dopo la guerra civile, i neri rimasti a Teoc continuarono a lavorare per il figlio di William Alexander, John Sidney McCain, prendendo - come convenzionalmente usato - il nome dei loro antichi padroni.
Il ramo di colore dei McCains di Teoc organizza dal 1880 corsi scolastici per bambini afroamericani, alcuni dei quali divenuti negli anni sessanta leader locali del movimento per i diritti civili.